# Исаев (Тацинский район)
Исаев — хутор в Тацинском районе Ростовской области.
Входит в состав Жирновского сельского поселения.
Население — 475 человек.

## География

### Улицы
| - ул. Котовского, - ул. Новая, - ул. Свердлова, | - ул. Ст. Разина, - ул. Строительная, - ул. Черемушки, | - ул. Шахтерская, - пер. Нечаева, - пер. Южный. |

## История
Год основания хутора — 1879.

## Население
| 2010 |
| ---- |
| 473  |